# Reinhard Wolski

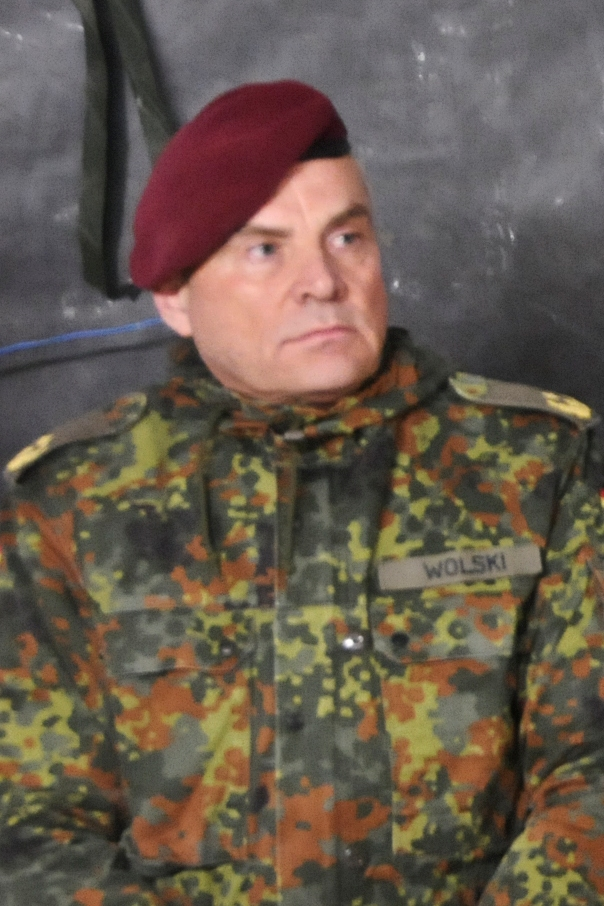
Reinhard Wolski

Reinhard Wolski (* 6. Juli 1955 in Hannover) ist ein Generalmajor des Heeres der Bundeswehr außer Dienst. Er war von September 2016 bis September 2019 in letzter Verwendung Amtschef des Amtes für Heeresentwicklung.

## Militärische Laufbahn

### Ausbildung und erste Verwendungen
Reinhard Wolski trat 1974 als Offizieranwärter in den Dienst der Bundeswehr und wurde zum Fallschirmjäger ausgebildet. Zwei Jahre später wechselte er 1976 zur Heeresfliegertruppe. 1977 nahm Wolski ein Studium der Luft- und Raumfahrttechnik an der Universität der Bundeswehr München auf und schloss dies 1982 als Diplom-Ingenieur ab.
Nach dem Studium folgte von 1982 bis 1984 die Ausbildung zum Hubschrauberführer, welche er in den Vereinigten Staaten absolvierte. Zurück in Deutschland war Wolski von 1984 bis 1987 als Schwarmführer und schließlich als Staffelkapitän in Celle eingesetzt.

### Dienst als Stabsoffizier
Von 1987 bis 1989 absolvierte er den Generalstabslehrgang an der Führungsakademie der Bundeswehr in Hamburg. Im Anschluss daran erhielt er die Beförderung zum Major, übernahm im Taktikzentrum des Heeres in Hannover den Posten des Generalstabsoffiziers für militärisches Nachrichtenwesen und Logistik (G2/G4) und diente in dieser Verwendung bis 1991. Von 1991 bis 1993 absolvierte Wolski im britischen Camberley den 26. Generalstabslehrgang. Dieser Auslandsverwendung schloss sich 1993 eine weitere an. Während im südöstlichen Europa die Jugoslawienkriege tobten, diente Wolski von 1993 bis 1996 als Stabsoffizier im Crisis Response Center im NATO-Hauptquartier Europa (SHAPE) im belgischen Mons. Hier war er zudem zuständig für die Unterstützung der UN-Mission UNPROFOR sowie anschließend an der Planung für die IFOR-Mission.
Wieder in Deutschland übernahm Wolski von 1996 bis 1998 das Kommando über die Fliegende Abteilung 261 des Heeresfliegerregimentes 26 in Roth. 1998 wurde er für kurze Zeit in das Bundesministerium der Verteidigung nach Bonn versetzt und diente dort als Referent für das Vereinigte Königreich und Nordeuropa in der Stabsabteilung III Militärpolitik im Führungsstab der Streitkräfte (FüS III 1). Noch im selben Jahr wurde Wolski nach Bückeburg versetzt und übernahm dort den Dienstposten des Leiters der Gruppe Weiterentwicklung an der Heeresfliegerwaffenschule, den er bis 2002 innehatte.
Vom Januar bis April 2002 nahm er am Higher Command and Staff Course des Joint Services Command and Staff College im britischen Shrivenham teil. Im Anschluss wurde er nach Veitshöchheim versetzt.
Hier fungierte er 2002 als Leiter des Aufstellungsstabes der Division Luftbewegliche Operationen und diente im Anschluss daran als Chef des Stabes im Stab der Division unter dem Kommando von Generalmajor Dieter Budde. 2003 absolvierte Wolski im Rahmen der SFOR einen Auslandseinsatz in Bosnien und Herzegowina und war dort als Operationschef (CJ 3) im Hauptquartier in Butmir in Sarajevo unter dem Kommando von Lieutenant General William E. Ward eingesetzt.

### Dienst im Generalsrang
2003 übernahm Oberst Wolski schließlich das Kommando über die Luftmechanisierte Brigade 1 in Fritzlar und führte diese bis 2006. In dieser Verwendung wurde er am 1. Juni 2005 zum Brigadegeneral ernannt und übernahm vom Juli 2005 bis zum Januar 2006 in Priština den Posten des stellvertretenden Stabschefs Operationen im Hauptquartier der KFOR im Kosovo zuerst unter dem Kommando des französischen Generalleutnant Yves de Kermabon und dann unter dem italienischen Generalleutnant Giuseppe Valotto.
Am 4. August 2006 gab Wolski das Kommando über die Luftmechanisierte Brigade 1 an Volker Halbauer ab und übernahm am 25. August in Veitshöchheim den Posten des stellvertretenden Kommandeurs der übergeordneten Division Luftbewegliche Operationen (DLO) unter dem Kommando von Generalmajor Carl-Hubertus von Butler. Diesen Posten gab er drei Jahre später am 22. April 2009 an Brigadegeneral Ernst-Otto Berk ab.
Am 30. April 2009 übernahm Wolski von Brigadegeneral Richard Bolz den Posten des Kommandeurs der Heeresfliegerwaffenschule in Bückeburg und wurde damit zugleich General der Heeresflieger. Am 5. Juli 2009 absolvierte er im Rahmen des Flugtages zum 30-jährigen Bestehen des Kampfhubschrauberregiments 26 in Roth seine zweitausendste Flugstunde. Das Kommando über die Heeresfliegerwaffenschule gab er am 4. April 2013 an Brigadegeneral Alfons Mais ab.
Es folgte die Verwendung als Stellvertretender Stabschef (DCOS) Resources im HQ ISAF - Kabul (Afghanistan).
Von 24. September 2014 bis 21. Juli 2016 war Wolski Kommandeur des NATO Joint Warfare Centre in Stavanger (Norwegen).
Im September 2016 übernahm er den Dienstposten des Amtschef des Amtes für Heeresentwicklung von Generalmajor Wolfgang Köpke. Im September 2019 übergab er diesen Dienstposten an Brigadegeneral Bernard Liechtenauer und trat nach 45 Dienstjahren in den Ruhestand.

## Weitere Mitgliedschaften
Wolski ist Mitglied im Präsidium der Deutschen Gesellschaft für Wehrtechnik (DWT).

## Privates
Wolski ist verheiratet und hat zwei Kinder.